# Saint-Félix (Charente)
Saint-Félix é uma comuna francesa na região administrativa da Nova Aquitânia, no departamento de Charente. Estende-se por uma área de 8,08 km². Em 2010 a comuna tinha 110 habitantes (densidade: 13,6 hab./km²).